# Cristian Sima
Cristian Sima (n. 22 mai 1961, Budești, România) este un om de afaceri din România. Conform CV-ului public este doctor în matematică și broker cu mulți ani de practică pe piețele de capital din Italia, Franța și de la Londra. Sima a fost unul dintre primii investitori locali care a deschis o firmă de brokeraj dedicată piețelor internaționale.WBS Holding, firma pe care Sima a înființat-o în 1997 la Londra,investea pe bursele internaționale, însǎ nu și pe piața valutară Forex, într-o perioadă când majoritatea brokerilor se concentrau pe bursa locală și se ocupau de adunarea cupoanelor distribuite în anii 1990 de premierul Nicolae Văcăroiu.  Firma WBS Holding  a fost ulterior lichidatǎ și nu a mai participat activ pe piața de capital.  
În perioada martie - august 2007, el a fost membru în Consiliul de Administrație al Bursei de Valori București (BVB).În decembrie 2007 a candidat la funcția de președinte al BVB, după demisia lui Septimiu Stoica, fiind învins însă de directorul general al instituției, Stere Farmache.A plecat însă după ce au apărut informații cum că Sima ar fi colaborat cu Securitatea în perioada comunistă.După acest episod, Sima și-a vândut acțiunile la BVB și și-a îndreptat atenția către Sibex.El a mai avut în 2010 o tentativă de a candida la președinția BVB, dar nu a obținut suficiente voturi.
Sima a mai fost implicat și în alte afaceri.El a fost acționar alături de Dan Pascariu, președintele UniCredit Țiriac Bank, și arhitectul Adrian Lustig în firma Romfelt Real Estate, care a devoltat un proiect rezidențial - Doamna Ghica Plaza (fost Romfelt Plaza).Complexul a fost dezvoltat pe terenul fostei fabrici de pâslă Romfelt, din zona Obor, pe care Sima a preluat-o de pe bursă în 1998.
El a dat fabrica salariaților și a rămas cu terenul.
Cristian Sima a mai deținut și o participație de 9% în portalul de știri Hotnews.ro, pe care a vândut-o în septembrie 2012.
În octombrie 2012, Cristian Sima, pe atunci președinte al Bursei din Sibiu, a fost acuzat de mai mulți clienți ai săi că i-a păgubit cu peste un milion de euro după ce ar fi pierdut banii acestora în tranzacții foarte riscante pe piața valutară Forex.
La acel moment a fugit din România de teama furiei investitorilor și a represaliilor din partea serviciilor, dar a continuat să trimitǎ mai multe scrisori care au ajuns în media pentru a scoate la ivealǎ adevǎrul. Sima a fugit din țară după ce au apǎrut în mass-media zvonuri cum cǎ ar fi pierdut circa 3,5 milioane de euro, banii a circa 60 de clienți ai WBS Holdings, firmă înregistrată în Insulele Virgine Britanice - firmǎ blocatǎ de cǎtre Comisia Națională a Valorilor Mobiliare.
Sima a reușit să pătrundă în sferele în care se învârt oamenii bogați construind prietenii cu persoane cunoscute, precum Alexandrina Gătej, fosta șefă a Unilever și fost consilier prezidențial, sau cântărețul Tudor Chirilă.
În 2015 lansează o carte intitulată Marea Spovedanie, în care își explica fuga și acuza corupția din țară, o carte destul de controversata conform cititorilor.
Sima este cofondatorul companiei Celindra ce are ca scop crearea unei burse de valori clasice, dar într-un mediu financiar descentralizat.  Cu toate acestea, Celindra nu este înregistrată în Registrul public al Autorității de Supraveghere Financiară, astfel încât potențialii investitori trebuie sa acționeze cu precauție.
Totodată, Sima își promovează cursurile de trading, precum și alte oportunități pe site-ul cilindra.ro.
În anul 2022 își deschide un canal de Youtube, unde dă sfaturi financiare. În martie 2025, canalul avea peste 124 mii de abonați.
În decembrie 2024, Cristian Sima a anunțat public intenția sa de a candida la alegerile prezidențiale din 2025. Anunțul a fost făcut la pagina 5 din ziarul Coiful Dacic.
La începutul anului 2025, Sima a lansat un website în care își anunță candidatura la alegerile prezidențiale. Pe 15 martie 2025 acesta a anunțat într-un videoclip de pe canalul său de YouTube că nu a reușit să strângă numărul necesar de semnături, astfel retrăgându-se.